# Adromischus cristatus
Espèce
Classification phylogénétique
Adromischus cristatus est une espèce du genre Adromischus appartenant à la famille des Crassulaceae.
Elle est originaire d'Afrique du Sud, au sud et à l'est de la province du Cap.
Le terme de cristatus évoque une forme semblable à la cristation du fait des feuilles fortement ondulées.

## Description
Adromischus cristatus est une plante de petite taille (10 cm) presque acaule au port compact. Les feuilles sont fortement charnues et étroites à la base. Elles présentent une particularité qui permet de les identifier : des extrémités ondulées.
Elle présente parfois de courtes racines aériennes rouges qui facilitent l'enracinement.
Les fleurs sont insignifiantes, de petite taille sur une tige dressée.

## Culture
Plante de culture facile. Supporte la sécheresse qui a pour conséquence de faire maigrir les feuilles qui regonfleront avec des arrosages.
Se reproduit facilement par bouturage des feuilles en période végétative.
Hivernage en exposition éclairée à une température de l'ordre de 12 °C. A conserver totalement au sec. Dans ce cas elle peut supporter un léger gel (-2 °C). Arrosages copieux en été.